# Наход (окръг)
Окръг Наход (на чешки: Okres Náchod) е един от 5-те окръга на Краловохрадецкия край на Чехия. Административен център е едноименният град Наход. Площта на окръга е 851,57 km2, а населението – 110 869 жители (2016 г.). В окръга има 78 населени места, от които 11 града и 3 места без право на самоуправление. Код по LAU-1 – CZ0523.
В рамките на края, административната единица граничи със следните окръзи: на запад с окръг Трутнов, на югозапад с Храдец Кралове, на югоизток с Рихнов над Кнежноу. На изток и север е държавната граница с Полша.

## Градове
Броумов, Червени Костелец, Ческа Скалице, Хронов, Яромерж, Межимести, Наход, Нове Место над Метуи, Полице над Метуи, Теплице над Метуи и Старков.

## Образование
По данни от 2003 г.:
| Вид училище                         | Брой училища |
| ----------------------------------- | ------------ |
| Детски градини                      | 64           |
| Начални училища                     | 56           |
| Гимназии                            | 3            |
| Средни училища и промишлени училища | 10           |
| Средни професионални училища        | 8            |
| Висши професионални училища         | 1            |

## Здравеопазване
По данни от 2003 г.:
| Лекари                                      | 337 |
| Болници                                     | 3   |
| Специализирани заведения за лечение и отдих | 1   |
| Зъболекари                                  | 57  |
| Аптеки                                      | 24  |

## Транспорт
През окръга преминава част от първокласните пътища (пътища от клас I): I/14, I/33 и I/37. Пътища от клас II в окръга са II/285, II/299, II/301, II/302, II/303, II/304, II/307, II/308, II/309 и II/567.

## Туризъм
На земите на окръг Наход (между Наход и Броумов) се намира туристическата зона Кладски пограничен район (от 2010 г. част от Краловохрадецкия туристически регион, до 2009 г. част от туристическия регион „Източна Бохемия“).